# Club Esportiu Castelló 1995/96
La temporada 1995/96 va ser la 73a en la història del CE Castelló, la segona consecutiva a la Segona divisió B.

## Història
Després de canviar gran part de la plantilla durant la pretemporada, però mantindre en el càrrec a Roberto Gil, els resultats esportius foren pitjors. A la Copa es va fer la pitjor actuació de la història, caient a primera ronda fron al Llevant UE per un global de 6-1. A la Lliga, l'equip, tot i arribar miraculosament amb opcions a la jornada 38, no es va classificar per a la lligueta d'ascens.
Tot i això, el rendiment esportiu fou la millor notícia d'un any en què els problemes econòmics no deixaren d'augmentar, de la mateixa manera que les diferències entre la directiva, els diferents encarregats esportius que desfilaren, la plantilla, l'afició i la premsa local. Amb l'aparició de Valentín Sanmateo en les darreres setmanes de la temporada, l'estabilitat institucional també entrà en crisi, preparant la greu situació dels mesos posteriors.

## Plantilla

### Jugadors
| Núm. | Pos. |                     | Jugador      | Procedència            | Temporada |
| ---- | ---- | ------------------- | ------------ | ---------------------- | --------- |
|      | POR  | Galícia             | Docobo       | SD Compostela          | 1995/96   |
|      | POR  | País Valencià       | Xavi Valero  | CD Benicarló (c)       | 1995/96   |
|      | DEF  | Illes Balears       | Ballester    | Córdoba CF             | 1995/96   |
|      | DEF  | Galícia             | Cantero      | Porriño Industrial     | 1995/96   |
|      | DEF  | Navarra             | Edu Martínez | CA Osasuna/Terrassa FC | 1995/96   |
|      | DEF  | País Valencià       | Estanis      | Vila-real CF           | 1993/94   |
|      | DEF  | Catalunya           | Horcajada    | Palamós CF             | 1995/96   |
|      | DEF  | Castella i Lleó     | Luis Martín  | Real Valladolid        | 1995/96   |
|      | DEF  | País Valencià       | Pepe García  | Castelló B             | 1992/93   |
|      | MIG  | Comunitat de Madrid | Arranz       | Reial Madrid B         | 1993/94   |
|      | MIG  | País Valencià       | Balaguer     | Real Murcia            | 1995/96   |
|      | MIG  | Galícia             | Caneda       | Ferrol                 | 1994/95   |

| No. | Posició |               | Jugador     | Procedència  | Temporada |
| --- | ------- | ------------- | ----------- | ------------ | --------- |
|     | MIG     | País Valencià | Javi Prats  | Castelló B   | 1994/95   |
|     | MIG     | País Valencià | Juan Carlos | RCD Mallorca | 1995/96   |
|     | MIG     | Catalunya     | Manchado    | CD Onda      | 1995/96   |
|     | MIG     | Catalunya     | Masnou      | Llevant UE   | 1995/96   |
|     | DAV     | País Valencià | Córcoles    | Yeclano      | 1994/95   |
|     | DAV     | País Valencià | Edu Arnau   | RCD Mallorca | 1995/96   |
|     | DAV     | País Valencià | Manu Irún   | CD Onda (c)  | 1995/96   |
|     | DAV     | País Valencià | Paco López  | Llevant UE   | 1995/96   |
| F   | DEF     | País Valencià | Javi Ibáñez | Castelló B   | 1995/96   |
| F   | MIG     | País Valencià | Fernando    | Castelló B   | 1995/96   |
| F   | MIG     | País Valencià | Roberto     | Castelló B   | 1995/96   |
| F   | DAV     | País Valencià | Israel      | Castelló B   | 1995/96   |

#### Altes
| Núm. | Posició |                 | Jugador      | Procedència                                   | Preu         | Mercat |
| ---- | ------- | --------------- | ------------ | --------------------------------------------- | ------------ | ------ |
|      | POR     | Galícia         | Docobo       | SD Compostela                                 | ?            | Estiu  |
|      | POR     | País Valencià   | Xavi Valero  | CD Benicarló                                  | Fi de cessió | Estiu  |
|      | DEF     | Balears         | Ballester    | Córdoba CF                                    | ?            | Estiu  |
|      | DEF     | Navarra         | Edu Martínez | CA Osasuna (propietari) / Terrassa FC (cedit) | ?            | Estiu  |
|      | DEF     | Catalunya       | Horcajada    | Palamós CF                                    | ?            | Estiu  |
|      | DEF     | Castella i Lleó | Luis Martín  | Real Valladolid                               | ?            | Estiu  |
|      | MIG     | País Valencià   | Balaguer     | Real Murcia                                   | ?            | Estiu  |
|      | MIG     | País Valencià   | Juan Carlos  | Real Mallorca                                 | ?            | Estiu  |
|      | MIG     | Catalunya       | Manchado     | CD Onda                                       | ?            | Estiu  |
|      | MIG     | Catalunya       | Masnou       | Llevant UE                                    | ?            | Estiu  |
|      | DAV     | País Valencià   | Edu Arnau    | RCD Mallorca                                  | ?            | Estiu  |
|      | DAV     | País Valencià   | Manu Irún    | CD Onda                                       | Fi de cessió | Estiu  |
|      | DAV     | País Valencià   | Paco López   | Llevant UE                                    | ?            | Estiu  |
|      | DEF     | Galícia         | Cantero      | Porriño Industrial                            | ?            | Hivern |

#### Baixes
| Núm. | Posició |                                    | Jugador          | Destinació        | Preu         | Mercat |
| ---- | ------- | ---------------------------------- | ---------------- | ----------------- | ------------ | ------ |
|      | POR     | Andalusia                          | Fernando         | SD Compostela     | 0 ptes       | Estiu  |
|      | POR     | País Valencià                      | Jaime            | CD Burriana       | 0 ptes       | Estiu  |
|      | DEF     | País Valencià                      | Àlex             | CD Tortosa        | 0 ptes       | Estiu  |
|      | DEF     | Catalunya                          | Carmona          | UDA Gramenet      | 0 ptes       | Estiu  |
|      | DEF     | Andalusia                          | Domínguez        | Màlaga CF         | 0 ptes       | Estiu  |
|      | DEF     | Madrid                             | Fernández Cuesta | Llevant UE        | 0 ptes       | Estiu  |
|      | DEF     | Brasil                             | Mauricio         | Pontevedra CF     | 0 ptes       | Estiu  |
|      | DEF     | Madrid                             | Ricardo          | ?                 | 0 ptes       | Estiu  |
|      | DEF     | País Valencià                      | Sacarés          | RCD Mallorca      | Fi de cessió | Estiu  |
|      | MIG     | Euskadi                            | Carlos Martínez  | ?                 | 0 ptes       | Estiu  |
|      | MIG     | Astúries                           | Fermín           | UP Langreo        | 0 ptes       | Estiu  |
|      | MIG     | País Valencià                      | Mestre           | València B        | Fi de cessió | Estiu  |
|      | MIG     | Castella i Lleó                    | Roberto García   | València B        | Fi de cessió | Estiu  |
|      | MIG     | Catalunya                          | Sergi Cid        | CD Tortosa        | 0 ptes       | Estiu  |
|      | MIG     | Bosnia and Herzegovina (1992-1998) | Rade Tošić       | ?                 | 0 ptes       | Estiu  |
|      | DAV     | Madrid                             | Damián           | Poli Almería      | 0 ptes       | Estiu  |
|      | DAV     | Brasil                             | Dos Santos       | ?                 | 0 ptes       | Estiu  |
|      | DAV     | País Valencià                      | Fenoll           | Granada CF        | 0 ptes       | Estiu  |
|      | DAV     | País Valencià                      | Mateu            | Torquay United FC | 0 ptes       | Estiu  |

### Cos tècnic
- Entrenador: Roberto Gil (fins a la jornada 8), Pepe Heredia (jornada 9), Francisco Martínez Bonachera (des de la jornada 10 fins a la 26) i Pasqual Pegueroles (des de la jornada 27).
- Segon entrenador: Tonín (des de la jornada 10).
- Preparador físic: Javier Socarrades.
- Secretari tècnic: Pepe Heredia.